# Verna Felton
Pour les articles homonymes, voir Verna et Felton.
Verna Felton est une actrice américaine née le 20 juillet 1890 à Salinas en Californie aux États-Unis, décédée le 14 décembre 1966 à North Hollywood.

## Biographie
Elle est née en 1890, fille de Horace Wilcox Felton et de Clara Winder Lawrence ; son père est mort quand elle avait 8 ans.

## Filmographie
- 1917 : The Chosen Prince, or The Friendship of David and Jonathan : Michal
- 1939 : Joe and Ethel Turp Call on the President (it) de Robert B. Sinclair : Une voisine
- 1940 : Le Grand Passage (Northwest Passage), de King Vidor : Mrs. Towne
- 1940 : Petite et Charmante (If I Had My Way) : Mrs. DeLacey
- 1941 : Dumbo de Ben Sharpsteen : Matriarche éléphant et Mère de Dumbo (voix)
- 1945 : Girls of the Big House : Agnes
- 1946 : She Wrote the Book : Mrs. Kilgour
- 1948 : Bien faire... et la séduire (The Fuller Brush Man) : Mère de Junior
- 1950 : Cendrillon (Cinderella) : Fairy Godmother (voix)
- 1950 : La Fille des boucaniers (Buccaneer's Girl) : Dowager
- 1950 : La Cible humaine (The Gunfighter) : Mrs. August Pennyfeather
- 1951 : New Mexico (en) : Mrs. Fenway
- 1951 : Alice au pays des merveilles (Alice in Wonderland) : Queen of Hearts (voix)
- 1951 : Little Egypt : Mrs. Doanne
- 1952 : Six filles cherchent un mari (Belles on Their Toes) de Henry Levin : Cousine Leora
- 1952 : Troublez-moi ce soir (Don't Bother to Knock) de Roy Baker : Mrs. Emma Ballew
- 1951 : The Ezio Pinza Show (série télévisée) : Mrs. Day (1952-1954)
- 1954 : December Bride (série télévisée) : Hilda Crocker
- 1955 : La Belle et le Clochard (Lady and the Tramp) : Tante Sarah (voix)
- 1955 : Picnic : Helen Potts
- 1957 : The Oklahoman : Mrs. Waynebrooke
- 1957 : Taming Sutton's Gal : Tati Sutton
- 1959 : La Belle au bois dormant (Sleeping Beauty) : Flora (voix)
- 1960 : Tonnerre sur Timberland (Guns of the Timberland) de Robert D. Webb : Tante Sarah
- 1960 : Goliath II (court) de Wolfgang Reitherman : Eloise (voix)
- 1960 : Pete and Gladys (série télévisée) : Hilda Crocker (1960-1961)
- 1965 : The Man from Button Willow (en) (voix)
- 1967 : Le Livre de la jungle (The Jungle Book) : Winifred (voix)